# Забродина, Елена Александровна
Еле́на Алекса́ндровна Забро́дина (Беля́ева) (род. 3 марта 1964 года, Новоалтайск, Алтайский край, РСФСР, СССР) — актриса Санкт-Петербургского государственного театра музыкальной комедии, заслуженная артистка Российской Федерации.

## Биография
Елена Забродина родилась в городе Новоалтайске Алтайского края.
В 1987 году окончила Музыкальное училище при Ленинградской государственной консерватории им. Н. А. Римского-Корсакова (педагог — В. Е. Воробьёв).
С 1984 года — солистка Санкт-Петербургского государственного театра музыкальной комедии.
Также принимает участие в антрепризных спектаклях.

## Театральные работы

### Санкт-Петербургский государственный театр музыкальной комедии

#### Роли прошлых лет
1. 1984 — «Путешествие Нильса с дикими гусями» В. Шаинского — Нильс, Сорока, Лис Смирре
2. 1985 — «Беспечный гражданин» А. Затина — Лёля
3. 1986 — «О бедном гусаре…» А. Петрова — Настя
4. 1988 — «Королева чардаша» И. Кальмана — Стасси
5. 1990 — «Дочь тамбурмажора» Ж. Оффенбаха — Стелла
6. 1993 — «Мадемуазель Нитуш» Ф. Эрве — Дениза
7. 1995 — «Мистер Икс» И. Кальмана — Мабель Гибсон
8. 1997 — «Возраст любви» Ф. Эрве — Лили
9. 1998 — «Я другой такой страны не знаю…» (Краткий курс истории ВКП(б)) М. Аптекмана — Героиня
10. 2001 — «Судьба-индейка» С. Баневича — Глафира
11. 2003 — «Хелло, Долли!» Дж. Германа — Долли
12. 2006 — «О, милый друг!» В. Лебедева — Мадлен
13. 2007 — «Герцогиня из Чикаго» И. Кальмана — Добруджа
14. 2008 — «Весенний парад» Р. Штольца — Тереза Хюбнер
15. 2009 — «Парижская жизнь» Ж. Оффенбаха — Джульетта
16. 2010 — «Холопка» Н. Стрельникова — Карелия Понтовская
17. 2014 — «10 невест и ни одного жениха» Ф. Зуппе — Машенька
18. 2014 — «Женихи» И. Дунаевского — Аграфена Саввична
19. 2016 — «Орфей в аду» Ж. Оффенбаха — Минерва

#### Роли текущего репертуара
1. 2007 — «Баронесса Лили» Е. Хуски — Агата Иллишхази
2. 2010 — «Севастопольский вальс» К. Листова — тётя Дина
3. 2011 — «Бабий бунт» Е. Птичкина — Марфа
4. 2014 — «Джекилл&Хайд» Ф. Уайлдхорна — леди Бэконсфилд
5. 2015 — «Белый. Петербург» Г. Фиртича — Анна Петровна Аблеухова
6. 2017 — «Кабаре для гурманов» (музыкальное путешествие по ресторанам Петербурга-Петрограда) — Гранд-кокет
7. 2017 — «Свадьба в Малиновке» Б. Александрова — Гапуся
8. 2018 — «Том Сойер» С. Баневича — тётя Полли
9. 2019 — «Весёлая вдова» Ф. Легар — Прасковья

## Фильмография
1. 2003 — Чужое лицо — эпизод
2. 2004 — Опера-1. Хроники убойного отдела. Простой мотив (фильм 16) — эпизод
3. 2006 — Защита Красина — эпизод
4. 2007 — Опера-3. Хроники убойного отдела. Падение в преисподнюю (фильм 10) — эпизод
5. 2014 — Тайны следствия-14. Сердечная недостаточность (фильм 3) — Светлана Тишкова (в титрах: Елена Беляева)
6. 2015 — Погоня за прошлым — Ирина Сергеевна Долинская

## Награды и номинации
- Заслуженная артистка Российской Федерации (1996) — за заслуги в области искусства[1].
- В 2016 году вместе с Ольгой Лозовой номинирована на соискание Высшей театральной премии Санкт-Петербурга «Золотой Софит» — за исполнение роли Анны Петровны Аблеуховой в спектакле «Белый. Петербург»[2].
- В 2018 году номинирована на соискание Высшей театральной премии Санкт-Петербурга «Золотой Софит» — за исполнение роли Гапуси в спектакле «Свадьба в Малиновке»[3].